# کنکورد (کارولینای شمالی)
کنکورد (به انگلیسی: Concord) شهری در ایالت کارولینای شمالی کشور ایالات متحده آمریکا است که جمعیت آن در سرشماری سال ۲۰۱۰ میلادی، ۷۹٬۰۶۶ نفر بوده‌است.